# Heinrich von Mertens

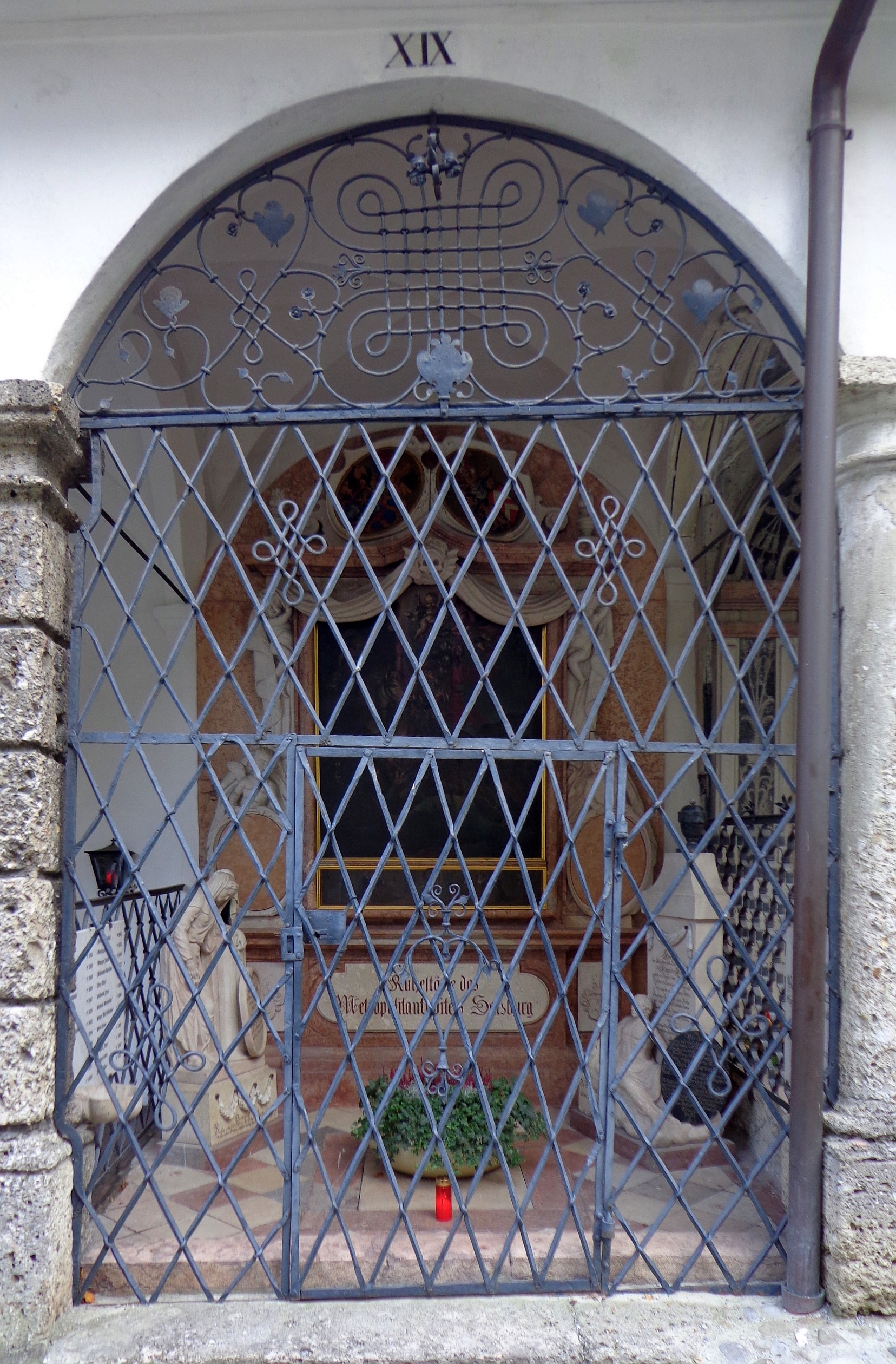
Gruft XIX (Petersfriedhof Salzburg): ehemalige Penckher'sche Familiengruft (nunmehr Begräbnisstätte des Salzburger Domkapitels), in der auch Heinrich von Mertens bestattet ist.

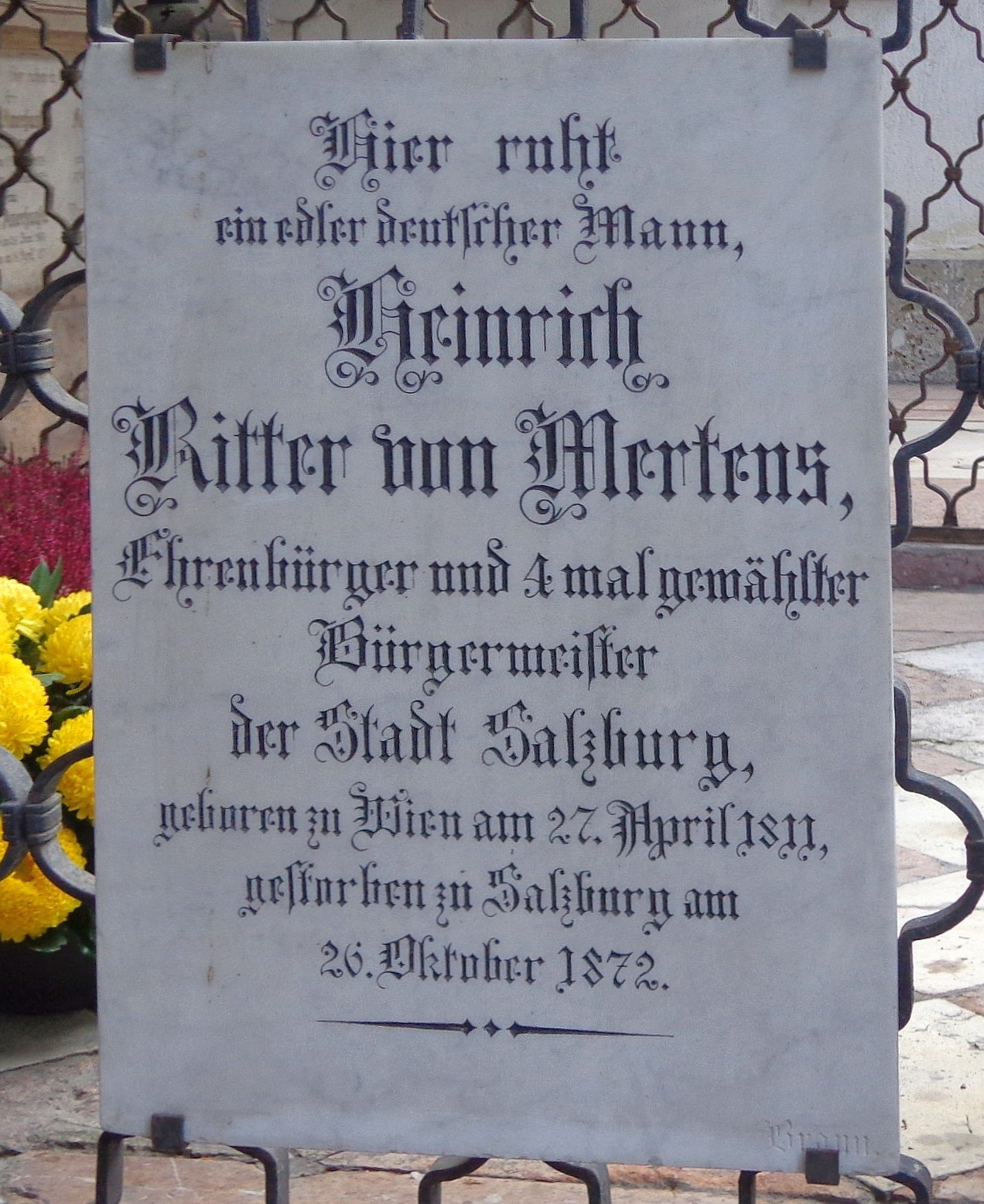
Gruft XIX (Petersfriedhof Salzburg): Gedenktafel für Heinrich von Mertens

Ritter Heinrich von Mertens (* 28. April 1811 in Wien; † 26. Oktober 1872 in Salzburg) war ein österreichischer Politiker und von 1861 bis 1872 Bürgermeister der Stadt Salzburg.

## Leben
Mertens studierte Jus an der Universität Wien und trat 1833 in den Staatsdienst, er war für die Landesregierungen von Niederösterreich und Oberösterreich tätig. 1848 musste er wegen seines enthusiastischen Eintretens für die Freiheitsbewegung von 1848 den Staatsdienst und Wien verlassen. Er ließ sich in Salzburg nieder. Er kaufte Schloss Leopoldskron und nachdem er es an König Ludwig I. weiterverkauft hatte, erwarb er das Daunschlössl in Nonntal. Mertens stammte aus einem alt-niederländischen Adelsgeschlecht (einer seiner Vorfahren war 1492 Bürgermeister von Brüssel). Zwar war er durch seine Familie und auch durch seine Heirat mit Anna Steinbauer, der Tochter des Brauerei- und Gutsbesitzer der Schlossherrschaft Hundsthurm sehr wohlhabend, verlor aber sein Vermögen durch Grundstücksspekulationen. So musste er das Weingartenschlössl verschleudern und mit seiner 10-köpfigen Familie in eine Mietwohnung im Schloss Mirabell umziehen.
Von 1861 bis 1871 war er Abgeordneter zum Salzburger Landtag, von 1861 bis 1872 Bürgermeister von Salzburg. Den Bau des sogenannten Bürgermeisterloches (ein für Fußghänger sehr wichtiger Durchbruch durch die Paris-Lodronsche Befestigungsmauer auf dem Mönchsberg in Richtung Nonntal) hat Mertens maßgeblich mit veranlasst. (Angeblich geschah dies auch deshalb, um schneller von seinem Wohnsitz im Daunschlössl zu seinem Amtssitz in der Stadt zu kommen.) Nach seiner Wahl zum Bürgermeister führte er eine Reihe von Neuerungen ein, z. B. die Wiederherstellung der Öffentlichkeit der Gemeinderatssitzungen, den Neuaufbau der Gemeindeverwaltung oder die Übernahme der lokalen Polizei in den autonomen Wirkungskreis der Stadtgemeinde. Mertens war zwar zum Kaiserhaus loyal, er lehnte aber den Absolutismus des früheren Polizeistaates Metternichscher Prägung leidenschaftlich ab.
In seine Amtszeit fielen die Eröffnung der Salzburger Eisenbahnlinien und 1866 die kaiserliche Schenkung des Mirabellschlosses sowie der Festungsgründe der Rechten Altestadt an die Stadt Salzburg, die dadurch und auch wegen der Zusammenkünfte Kaiser Franz Josefs mit Napoléon III. und Wilhelm I. zu dieser Zeit einen großen Aufschwung erlebte. So fand 1862 die Versammlung der deutschen Kunstgesellschaft statt, 1863 war es der Kongress der deutschen Eisenbahnervereinigung und 1864 die erste landwirtschaftliche Ausstellung; auch der Fremdenverkehr begann in seiner Amtszeit eine große Rolle zu spielen.
Im Dezember 1866 wird er zum Ehrenbürger der Stadt Salzburg ernannt. 1862 wurde er mit der Leitung des „Stadtverschönerungs-Comités“ betraut. Am 26. Oktober 1872 verstarb er an einem Gehirntumor. Nach ihm benannt ist die Mertensstraße in der Elisabeth-Vorstadt. Nach seinem Ableben fand er seine letzte Ruhestätte auf dem Friedhof St. Peter in Salzburg (Arkadengruft Nr. XIX).